# يا ظبية البان
يا ظبية البان قصيدة من القصائد التي كتبها الشاعر العباسي الشريف الرضي.
359 - 406هـ / 969 - 1015م

## وصلات خارجية
- يا ظبية البان على موسوعة الديوان الشعرية.
- يا ظبية البان على موقع بوابة الشعراء.